# Hypocopra leporina
Hypocopra leporina är en svampart som tillhör divisionen sporsäcksvampar, och som först beskrevs av Gustav Niessl von Mayendorf, och fick sitt nu gällande namn av Doveri. Hypocopra leporina ingår i släktet Hypocopra, och familjen kolkärnsvampar. Arten är reproducerande i Sverige.